# 276 (عدد)
276 هو عدد صحيح طبيعي بين 275 و277

## في الرياضيات

### خصائص
- 276 عدد زوجي
- 276 عدد زائد
- 276 عدد مضلعي (مثلثي-مسدسي-20 أضلاع-93 أضلاع-...)